# Vanessa Bell

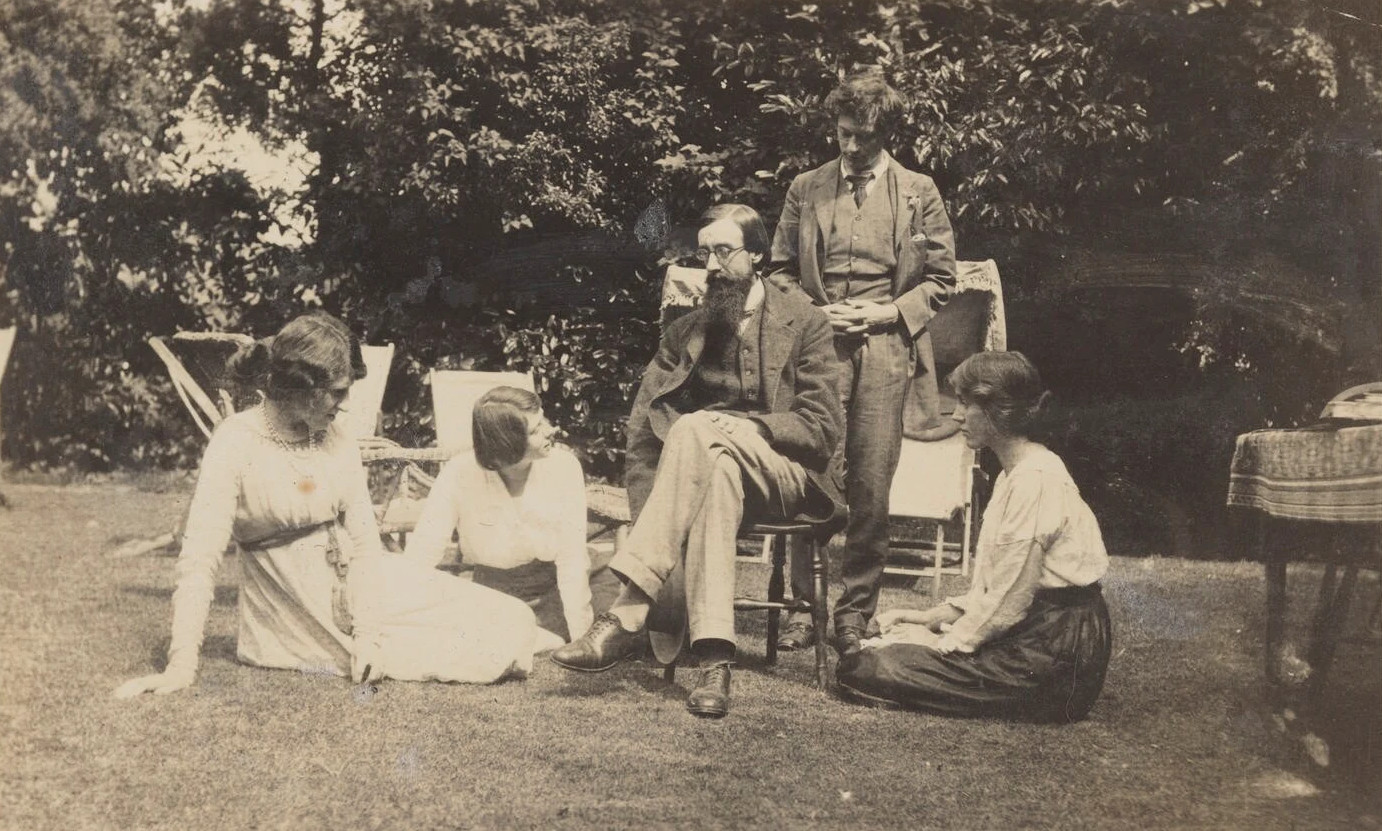
Alguns membres del grup de Bloomsbury: Lady Ottoline Morrell, Aldous Huxley, Lytton Strachey, Duncan Grant i Vanessa Bell

Vanessa Bell (30 de maig de 1879 – 7 d'abril de 1961; nascuda amb el cognom Stephen) va ser una pintora i interiorista anglesa, part del grup de Bloomsbury, i germana de l'escriptora Virginia Woolf.

## Biografia
Vanessa Stephen era la filla gran de sir Leslie Stephen i Julia Prinsep Jackson (1846-1895). Els seus pares vivien al 22 de Hyde Park Gate, al districte de Westminster, a Londres. No va ser escolaritzada, sinó que rebé educació a casa seva per part dels seus pares, que li van ensenyar idiomes, matemàtiques i història, mentre rebia classes de dibuix del pintor Ebenezer Cook. L'any 1896 va entrar a classes d'art a l'escola de sir Arthur Cope i després va iniciar estudis de pintura a la Royal Academy l'any 1901. Durant la seva infantesa, tant Vanessa com la seva germana Virginia van patir abusos sexuals dels seus germanastres, George i Gerald Duckworth. En morir la seva mare el 1895 i son pare el 1904, Vanessa va vendre les seves propietats a Hyde Park Gate i es traslladà a Bloomsbury (districte de Camden, Londres) amb Virginia Woolf i els seus germans Thoby i Adrian, on van començar a relacionar-se amb els artistes que acabarien formant el grup de Bloomsbury. Es va casar amb Clive Bell el 1907, amb qui va tenir dos fills, Julian (mort el 1937 durant la Guerra Civil espanyola amb 29 anys) i Quentin. Es tractava d'un matrimoni obert i tant ella com el seu marit van tenir diversos amants durant les seves vides. Vanessa Bell va tenir relacions amb el crític d'art Roger Fry i el pintor Duncan Grant, del qual va tenir una filla el 1918, Angelica, que va criar amb el seu marit Clive Bell com si fos la seva pròpia filla. Just abans de l'esclat de la Primera Guerra mundial, el matrimoni es va mudar amb Duncan Grant i el seu amant David Garnett al Sussex rural, on ella i Grant pintaven, alhora que treballaven en projectes d'Omega Workshops, iniciat per Roger Fry.

## Obra i importància
Els treballs més importants de Vanessa Bell inclouen Studland Beach (1912), The Tub (1918), Interior with Two Women (1932) o els retrats de la seva germana Virginia Woolf (tres realitzats el 1912), d'Aldous Huxley i (1929-1930) i de David Garnett (1916). És considerada una de les grans contribuïdores a la pràctica del retrat i paisatge en la pintura britànica del segle xx.
Va participar, a més, en il·lustracions i dissenys de l'editorial Hogarth Press, fundada per la seva germana i el seu marit Leonard Woolf.
Com a personatge públic, les seves opinions en art eren rebudes amb un cert interés. Va poder veure l'obra Guernica, de Pablo Picasso, de 1937, a l'estudi del mateix pintor a París, i mentre que li va donar suport pel seu contingut ideològic, en una primera instància no li va agradar.

## Representacions en la ficció
L'actriu Janet McTeer va representar el seu paper al biopic Carrington (sobre la pintora i decoradora Dora Carrington), de 1995, dirigit per Christopher Hampton. Miranda Richardson va encarnar Vanessa Bell en Les hores (2002). La novel·la Vanessa and Virginia, de l'escriptora Susan Sellers, retrata la relació de les dues germanes. D'altra banda, l'obra de l'escriptora Priya Parmar, Vanessa and her sister (2014), és protagonitzada per la pintora.